# Onthophagus atrostriatus
Onthophagus atrostriatus là một loài bọ cánh cứng trong họ Bọ hung (Scarabaeidae).